# Федорчук Петро Юрійович
Петро́ Ю́рійович Федорчу́к (1995—2022) — український військовослужбовець, учасник російсько-української війни, Герой України (2024, посмертно).

## З життєпису
Народився 12 липня 1995 у Верховині (Івано-Франківська область). З батьками переїхав у село Явірник; закінчив Зеленську школу.
Батько Петра військовий, служив в Верховинському військоматі .
Підписав контракт в 2016-му році. Пройшов навчаннях в Старичах і вибрав морську піхоту, служив в Миколаєві .
Шість років боронив державу у зоні АТО/ООС; служив у 36-й бригаді морської піхоти. Постійно брав участь у бойових діях на сході України.
В грудні 2021 дислокований в Маріуполі. Воював з початку повномасштабного вторгнення російських військ в Україну.
Після важких боїв на заводі Ілліча в Маріуполі пішки проривалися з оточеного міста на початку квітня 2022 року. Дійшовши до річки в окупованій Волновасі, воїн з численними контузіями не зміг продовжити свій шлях .
Загинув 12 квітня 2022 року в Волновасі. Після допиту і знущань його розстріляли. Залишилися молодший брат, сестра, батьки .
Тіло Петра Федорчука обміняли в березні 2023 року. Відтоді воно перебувало в морзі в Борисполі. 26 травня 2023 був опізнаний .

## Нагороди
- 2017— медаль «Захиснику Вітчизни»
- 2020— відзнака командувача об'єднаних сил «Козацький Хрест»
- 2022— орден «За мужність» III ступеня
- медаль «Лицар бойового чину» (посмертно)
- медаль «За заслуги перед Прикарпаттям» (посмертно).
- Звання Герой України з удостоєнням ордена Золота Зірка (2024, посмертно)[2].

## Вшанування
- У селі Зелене Івано-Франківської області на фасаді ліцею відкрита меморіальна дошка Петра Федорчука[3].